# Coppa del Mondo di bob 2012
La Coppa del Mondo di bob 2011/12, organizzata dalla FIBT, ebbe inizio il 2 dicembre 2011 ad Igls, in Austria ed terminò l'11 febbraio 2012 a Calgary, in Canada. Furono disputate ventiquattro gare, otto nel bob a 2 uomini, nel bob a 2 donne, nel bob a 4 e 2 a squadre in otto differenti località.
Nel corso della stagione si tennero anche i campionati mondiali 2012 a Lake Placid, negli Stati Uniti d'America, competizione non valida ai fini della Coppa del Mondo mentre la tappa di Altenberg ha assegnato anche il titolo europeo.

Questa Coppa del Mondo si è svolta come di consueto in parallelo alla Coppa del Mondo di skeleton.

## Risultati

### Uomini
| Data             | Località             | Specialità | Primi classificati                                                         | Secondi classificati                                                          | Terzi classificati                                                       |
| ---------------- | -------------------- | ---------- | -------------------------------------------------------------------------- | ----------------------------------------------------------------------------- | ------------------------------------------------------------------------ |
| 3 dicembre 2011  | Igls                 | A due      | Beat Hefti Thomas Lamparter Svizzera                                       | Thomas Florschütz Kevin Kuske Germania                                        | Steven Holcomb Justin Olsen Stati Uniti                                  |
| 4 dicembre 2011  | Igls                 | A quattro  | Aleksandr Zubkov Filipp Egorov Dmitrij Trunenkov Nikolaj Chrenkov Russia   | Steven Holcomb Justin Olsen Steven Langton Curtis Tomasevicz Stati Uniti      | Thomas Florschütz Martin Rostig Kevin Kuske Thomas Blaschek Germania     |
| 10 dicembre 2011 | La Plagne            | A due      | Thomas Florschütz Kevin Kuske Germania                                     | Steven Holcomb Justin Olsen Stati Uniti                                       | Beat Hefti Thomas Lamparter Svizzera                                     |
| 11 dicembre 2011 | La Plagne            | A quattro  | Manuel Machata Florian Becke Andreas Bredau Christian Poser Germania       | Maximilian Arndt Rene Tiefert Jan Speer Martin Putze Germania                 | Thomas Florschütz Gino Gerhardi Kevin Kuske Thomas Blaschek Germania     |
| 17 dicembre 2011 | Winterberg           | A due      | Thomas Florschütz Kevin Kuske Germania                                     | Beat Hefti Thomas Lamparter Svizzera                                          | Oskars Melbārdis Daumants Dreiškens Svizzera                             |
| 18 dicembre 2011 | Winterberg           | A quattro  | Thomas Florschütz Gino Gerhardi Kevin Kuske Thomas Blaschek Germania       | Aleksandr Zubkov Filipp Egorov Dmitrij Trunenkov Nikolaj Chrenkov Russia      | Oskars Melbārdis Helvijs Lūsis Arvis Vilkaste Jānis Strenga Lettonia     |
| 7 gennaio 2012   | Altenberg            | A due      | Thomas Florschütz Kevin Kuske Germania                                     | Maximilian Arndt Marko Hübenbecker Germania                                   | Beat Hefti Thomas Lamparter Svizzera                                     |
| 8 gennaio 2012   | Altenberg            | A quattro  | Maximilian Arndt Marko Hübenbecker Alexander Rödiger Martin Putze Germania | Aleksandr Zubkov Filipp Egorov Dmitrij Trunenkov Nikolaj Chrenkov Russia      | Thomas Florschütz Ronny Listner Kevin Kuske Thomas Blaschek Germania     |
| 14 gennaio 2012  | Schönau am Königssee | A due      | Beat Hefti Thomas Lamparter Svizzera                                       | Lyndon Rush Jesse Lumsden Canada                                              | Manuel Machata Andreas Bredau Germania                                   |
| 15 gennaio 2012  | Schönau am Königssee | A quattro  | Aleksandr Zubkov Filipp Egorov Dmitrij Trunenkov Maksim Mokrousov Russia   | Manuel Machata Marko Hübenbecker Andreas Bredau Christian Poser Germania      | Maximilian Arndt Jan Speer Alexander Rödiger Martin Putze Germania       |
| 21 gennaio 2012  | Sankt Moritz         | A due      | Maximilian Arndt Marko Hübenbecker Germania                                | Beat Hefti Thomas Lamparter Svizzera                                          | Manuel Machata Andreas Bredau Germania                                   |
| 22 gennaio 2012  | Sankt Moritz         | A quattro  | Maximilian Arndt Jan Speer Alexander Rödiger Martin Putze Germania         | Manuel Machata Marko Hübenbecker Andreas Bredau Christian Poser Germania      | Edgars Maskalāns Daumants Dreiškens Uģis Žaļims Intars Dambis Lettonia   |
| 3 febbraio 2012  | Whistler             | A due      | Lyndon Rush Jesse Lumsden Canada                                           | Maximilian Arndt Martin Putze Germania                                        | Beat Hefti Thomas Lamparter Svizzera                                     |
| 4 febbraio 2012  | Whistler             | A quattro  | Aleksandr Zubkov Filipp Egorov Dmitrij Trunenkov Maksim Mokrousov Russia   | Aleksandr Kas'janov Denis Moisejčenkov Maksim Belugin Nikolaj Chrenkov Russia | Lyndon Rush Jesse Lumsden Cody Sorensen Neville Wright Canada            |
| 10 febbraio 2012 | Calgary              | A due      | Beat Hefti Thomas Lamparter Svizzera                                       | Manuel Machata Andreas Bredau Germania                                        | Maximilian Arndt Kevin Kuske Germania                                    |
| 11 febbraio 2012 | Calgary              | A quattro  | Manuel Machata Marko Hübenbecker Andreas Bredau Christian Poser Germania   | Maximilian Arndt Jan Speer Kevin Kuske Martin Putze Germania                  | Aleksandr Zubkov Filipp Egorov Dmitrij Trunenkov Maksim Mokrousov Russia |

### Donne
| Data             | Località             | Specialità | Prime classificate                          | Seconde classificate                                                           | Terze classificate                                                               |
| ---------------- | -------------------- | ---------- | ------------------------------------------- | ------------------------------------------------------------------------------ | -------------------------------------------------------------------------------- |
| 2 dicembre 2011  | Igls                 | A due      | Anja Schneiderheinze Lisette Thöne Germania | Sandra Kiriasis Petra Lammert Germania                                         | Elana Meyers Katie Eberling Stati Uniti e Christina Hengster Inga Versen Austria |
| 9 dicembre 2011  | La Plagne            | A due      | Kaillie Humphries Emily Baadsvik Canada     | Cathleen Martini Janine Tischer Germania                                       | Fabienne Meyer Hanne Schenk Svizzera                                             |
| 17 dicembre 2011 | Winterberg           | A due      | Cathleen Martini Janine Tischer Germania    | Anja Schneiderheinze Lisette Thöne Germania                                    | Fabienne Meyer Hanne Schenk Svizzera                                             |
| 6 gennaio 2012   | Altenberg            | A due      | Cathleen Martini Janine Tischer Germania    | Sandra Kiriasis Petra Lammert Germania                                         | Fabienne Meyer Hanne Schenk Svizzera                                             |
| 13 gennaio 2011  | Schönau am Königssee | A due      | Cathleen Martini Janine Tischer Germania    | Fabienne Meyer Hanne Schenk Svizzera e Kaillie Humphries Emily Baadsvik Canada | non assegnato                                                                    |
| 20 gennaio 2012  | Sankt Moritz         | A due      | Anja Schneiderheinze Lisette Thöne Germania | Cathleen Martini Janine Tischer Germania                                       | Sandra Kiriasis Petra Lammert Germania                                           |
| 2 febbraio 2012  | Whistler             | A due      | Kaillie Humphries Emily Baadsvik Canada     | Sandra Kiriasis Petra Lammert Germania                                         | Helen Upperton Shelley-Ann Brown Canada                                          |
| 10 febbraio 2012 | Calgary              | A due      | Kaillie Humphries Jennifer Ciochetti Canada | Anja Schneiderheinze Lisette Thöne Germania                                    | Sandra Kiriasis Petra Lammert Germania                                           |

### A squadre
| Data            | Località             | Prima classificata                                                                                    | Seconda classificata                                                                                          | Terza classificata                                                                                                  |
| --------------- | -------------------- | --- | --- | --- |
| 3 dicembre 2011 | Igls                 | Frank Rommel Sandra Kiriasis Stephanie Schneider Anja Huber Maximilian Arndt Jan Speer Germania-1     | Alexander Kröckel Anja Schneiderheinze Christin Senkel Marion Thees Manuel Machata Michail Makarow Germania-2 | Aleksandr Tret'jakov Ol'ga Fëdorova Julija Timofeeva Ol'ga Potylicyna Aleksandr Kas'janov Maksim Mokrousov Russia-1 |
| 14 gennaio 2012 | Schönau am Königssee | Alexander Kröckel Sandra Kiriasis Berit Wiacker Marion Thees Benjamin Schmid Richard Adjei Germania-2 | Frank Rommel Anja Schneiderheinze Lisette Thöne Anja Huber Manuel Machata Michail Makarow Germania-1          | Michael Douglas Kaillie Humphries Heater Hughes Mellisa Hollingsworth Lyndon Rush Cody Sorensen Canada-1            |

## Classifiche

### Bob a due uomini
| Pos. | Nome pilota      | Nazione     | IGL | LAP | WIN | ALT | KÖN | STM | WHI | CAL | Totale |
| ---- | ---------------- | ----------- | --- | --- | --- | --- | --- | --- | --- | --- | ------ |
| 1    | Beat Hefti       | Svizzera    | 1   | 3   | 2   | 3   | 1   | 2   | 3   | 1   | 1695   |
| 2    | Maximilian Arndt | Germania    | 7   | 4   | 4   | 2   | 6   | 1   | 2   | 3   | 1573   |
| 3    | Aleksandr Zubkov | Russia      | 9   | 8   | 7   | 4   | 5   | 5   | 4   | 5   | 1416   |
| 4    | Lyndon Rush      | Canada      | 6   | 5   | 6   | -   | 2   | 6   | 1   | 4   | 1339   |
| 5    | Manuel Machata   | Germania    | 8   | 7   | 23  | 8   | 3   | 3   | 5   | 2   | 1332   |
| 6    | Oskars Melbārdis | Lettonia    | 4   | 9   | 3   | 6   | 9   | 9   | -   | 6   | 1200   |
| 7    | Gregor Baumann   | Svizzera    | 10  | 12  | 10  | 7   | 4   | 7   | 14  | 10  | 1200   |
| 8    | Patrice Servelle | Monaco      | 5   | 15  | 8   | 16  | 7   | 8   | 7   | 9   | 1192   |
| 9    | Steven Holcomb   | Stati Uniti | 3   | 2   | 13  | 5   | 10  | 4   | -   | -   | 1050   |
| 10   | Edwin van Calker | Paesi Bassi | 12  | 10  | 5   | 18  | 11  | 14  | 13  | 11  | 1040   |

### Bob a quattro uomini
| Pos. | Nome pilota         | Nazione     | IGL | LAP | WIN | ALT | KÖN | STM | WHI | CAL | Totale |
| ---- | ------------------- | ----------- | --- | --- | --- | --- | --- | --- | --- | --- | ------ |
| 1    | Aleksandr Zubkov    | Russia      | 1   | 5   | 2   | 2   | 1   | 4   | 1   | 3   | 1671   |
| 2    | Maximilian Arndt    | Germania    | 7   | 2   | 6   | 1   | 3   | 1   | 4   | 2   | 1606   |
| 3    | Manuel Machata      | Germania    | 6   | 1   | 7   | 5   | 2   | 2   | 6   | 1   | 1574   |
| 4    | Aleksandr Kas'janov | Russia      | 4   | 4   | 5   | 6   | 5   | 13  | 2   | 8   | 1418   |
| 5    | Oskars Melbārdis    | Lettonia    | 8   | 10  | 3   | 7   | 4   | 8   | -   | 4   | 1216   |
| 6    | Edgars Maskalāns    | Lettonia    | 5   | 8   | 8   | 4   | 11  | 3   | -   | 6   | 1208   |
| 7    | Steven Holcomb      | Stati Uniti | 2   | 6   | 4   | 9   | 6   | 4   | -   | -   | 1098   |
| 8    | Lyndon Rush         | Canada      | 13  | 11  | 20  | -   | 8   | 7   | 3   | 5   | 1036   |
| 9    | Edwin van Calker    | Paesi Bassi | 11  | 7   | 9   | 7   | 18  | 1   | -   | 7   | 1008   |
| 10   | Gregor Baumann      | Svizzera    | 9   | 14  | 11  | 12  | 10  | 9   | -   | 14  | 936    |

### Combinata uomini
| Pos. | Nome pilota         | Nazione     | IGL     | LAP    | WIN     | ALT    | KÖN     | STM     | WHI    | CAL     | Totale |
| ---- | ------------------- | ----------- | ------- | ------ | ------- | ------ | ------- | ------- | ------ | ------- | ------ |
| 1    | Maximilian Arndt    | Germania    | 7 / 7   | 4 / 2  | 4 / 6   | 2 / 1  | 6 / 3   | 1 / 1   | 2 / 4  | 3 / 2   | 3179   |
| 2    | Aleksandr Zubkov    | Russia      | 9 / 1   | 8 / 5  | 7 / 2   | 4 / 2  | 5 / 1   | 5 / 4   | 4 / 1  | 5 / 3   | 3087   |
| 3    | Manuel Machata      | Germania    | 8 / 6   | 7 / 1  | 23 / 7  | 8 / 5  | 3 / 2   | 3 / 2   | 5 / 6  | 2 / 1   | 2906   |
| 4    | Oskars Melbārdis    | Lettonia    | 4 / 8   | 9 / 10 | 3 / 3   | 6 / 7  | 9 / 4   | 9 / 8   | -      | 6 / 4   | 2416   |
| 5    | Aleksandr Kas'janov | Russia      | 10 / 4  | 13 / 4 | 21 / 5  | 11 / 6 | 15 / 5  | 10 / 13 | 6 / 2  | 16 / 8  | 2400   |
| 6    | Lyndon Rush         | Canada      | 3 / 13  | 5 / 11 | 6 / 10  | -      | 2 / 8   | 6 / 7   | 1 / 3  | 4 / 5   | 2375   |
| 7    | Steven Holcomb      | Stati Uniti | 3 / 2   | 2 / 6  | 13 / 4  | 5 / 9  | 10 / 6  | 4 / 4   | -      | -       | 2148   |
| 8    | Gregor Baumann      | Svizzera    | 10 / 9  | 12 / 4 | 10 / 11 | 7 / 12 | 4 / 10  | 7 / 9   | 14 / - | 10 / 14 | 2136   |
| 9    | Edwin van Calker    | Paesi Bassi | 12 / 11 | 10 / 7 | 5 / 9   | 18 / 7 | 11 / 18 | 14 / 11 | 13 / - | 11 / 7  | 2048   |
| 10   | Edgars Maskalāns    | Lettonia    | 15 / 5  | 16 / 8 | 11 / 8  | 22 / 4 | 17 / 11 | 13 / 3  | -      | 16 / 6  | 1904   |

### Bob a due donne
| Pos. | Nome pilota           | Nazione     | IGL | LAP | WIN | ALT | KÖN | STM | WHI | CAL | Totale |
| ---- | --------------------- | ----------- | --- | --- | --- | --- | --- | --- | --- | --- | ------ |
| 1    | Cathleen Martini      | Germania    | 5   | 2   | 1   | 1   | 1   | 2   | 4   | 5   | 1655   |
| 2    | Anja Schneiderheinze  | Germania    | 1   | 4   | 2   | 4   | 6   | 1   | 7   | 2   | 1598   |
| 3    | Sandra Kiriasis       | Germania    | 2   | 5   | 7   | 2   | 4   | 3   | 2   | 3   | 1574   |
| 4    | Fabienne Meyer        | Svizzera    | 6   | 3   | 3   | 3   | 2   | 7   | 6   | 8   | 1490   |
| 5    | Kaillie Humphries     | Canada      | 7   | 1   | 10  | DNS | 2   | 4   | 1   | 1   | 1389   |
| 6    | Anastasija Tambovceva | Russia      | 9   | 9   | 8   | 7   | 7   | 5   | 5   | 10  | 1312   |
| 7    | Christina Hengster    | Austria     | 3   | 7   | 5   | 6   | 11  | 6   | 13  | 11  | 1296   |
| 8    | Ol'ga Fëdorova        | Russia      | 8   | 6   | 6   | 12  | 9   | 16  | 9   | 9   | 1192   |
| 9    | Bree Schaaf           | Stati Uniti | 11  | 11  | 9   | 5   | 15  | 14  | 8   | 7   | 1152   |
| 10   | Paula Walker          | Regno Unito | 10  | 10  | 12  | 8   | 7   | 13  | 15  | 6   | 1144   |